# Coelidium bullatum
Coelidium bullatum är en ärtväxtart som beskrevs av George Bentham. Coelidium bullatum ingår i släktet Coelidium, och familjen ärtväxter. Inga underarter finns listade i Catalogue of Life.